# Henry Francis Blanford
Henry Francis Blanford (también Blandford) (Londres, 3 de junio de 1834 - 23 de enero de 1893) fue un meteorólogo, paleontólogo, y malacólogo inglés, que trabajó en India. Era hermano del naturalista William Thomas Blanford.
Era aborigen de Whitefriars, Londres; y estudió geología en la Royal School of Mines, South Kensington con De La Beche, Smyth, y Percy; y en la "Academia de Minería de Freiburg".
En 1855, se unió a la Geological Survey of India, estudiando los depósitos de carbón de Orissa; aunque en 1862 la mala salud lo llevó a salir del Servicio, y unirse al Presidency College en Calcuta.
Su interés en la meteorología creció después de su nombramiento como profesor de ciencias en el Colegio Presidencia desde 1862 hasta 1874. El 5 de octubre de 1864, el impacto de un ciclón en India oriental, mató a 70 000 habitantes, y dañó severamente el puerto de Calcuta. Blanford coescribió un reporte sobre tal acontecimiento; y fue nombrado posteriormente secretario de la comisión creada para establecer un "Sistema de advertencias de tormentas" para proteger el puerto de Calcuta. Blanford fue puesto a cargo del Departamento de Meteorología de la provincia de Bengala, que abarcaba Calcuta, en 1867. La naturaleza regionalizada de esas organizaciones locales se encontró pronto como un problema, y en 1875, se fundó el "Departamento Meteorológico de la India", con Blanford a cargo. Él inició publicaciones de los resultados científicos del departamento; e hizo previsiones meteorológicas a largo plazo mediante el vínculo entre la naturaleza de la nieve en los Himalayas y las precipitaciones en el resto de la India.
Regresó a Inglaterra en 1888. Murió en 1893 en Folkestone.

## Reconocimientos
- Miembro electo de la Royal Society, en 1880.[2]
- Durante algún tiempo, presidente de la Sociedad Asiática de Calcuta

## Eponimia
- (Annonaceae) Sphaerocoryne blanfordiana C.E.C.Fisch.[3]
- (Dryopteridaceae) Dryopteris blanfordii (C.Hope) C.Chr.[4]
- (Ericaceae) Ericodes blanfordiana Kuntze[5]

## Algunas publicaciones
- An introduction to the use of the mouth-blowpipe. To which is added a description of the blowpipe characters of the more important minerals. 1875
- The diurnal variation of the barometer at Simla. Volumen 1, Parte 1 de Memoirs of the India Meteorological Department. 6 pp. 1876
- On the relations of the diurnal barometric maxima to certain critical conditions of temperature, cloud, and rainfall. Ed. Harrison & Sons. 2 pp.

### Libros
- james eardley Gastrell (tte. cnel.), henry francis Blanford. Report on the Calcutta cyclone of the 5th October 1864. Ed. O.T. Cutter Military Orphan Press. 150 pp. En línea
- richard Strachey, john william Salter, henry francis Blanford. Palaeontology of Niti in the Northern Himalaya: being descriptions and figures of the Palaeozoic and secondary fossils collected by Colonel Richard Strachey ... Ed. O.T. Cutter. 111 pp. 1865 En línea
- henry francis Blanford, ferdinand Stoliczka. Fossil cephalopoda of the cretaceous rocks of southern India (Belemnitidæ-Nautilidæ). Memoirs of the Geological Survey of India. 216 pp. 1865
- Prehistoric man. 26 pp. 1867
- The winds of Northern India, in relation to the temperature and vapour-constituent of the atmosphere. 73 pp. 1873
- The rudiments of physical geography for the use of Indian schools: and a glossary of the technical terms employed. Ed. Macmillan. 169 pp. 1875
- Indian Meteorologist's 'Vade Mecum', 281 pp. ca. 1875
- On the winds of Calcutta: an analysis of ten year's hourly observations of the wind vane and four year's anemograms. Volumen 1, Parte 1 de Memoirs of the India Meteorological Department. Ed. Meteorological Office. 34 pp. 1876
- The meteorology and climate of Yarkand and Kashghar, being chiefly a discusion of registers kept by Dr. J. Scully in 1874-5. Volumen 1, Parte 1 de Memoirs of the India Meteorological Department. Ed. Meteorological Office. 77 pp. 1876
- "On the connexion of the Himalaya snowfall with dry winds and seasons of drought in India." Volúmenes 78-93 de Geological pamphlets: Miscellaneous. Ed. Harrison & Sons. 22 pp. 1884
- The rainfall of India. Volumen 3 de Indian meteorological memoirs. Ed. Supt. govt. Print. 658 pp. 1886
- A List of the Ferns of Simla in the North West Himalaya Between Levels of 4,500 and 10,500 Feet. 38 pp. 1888. Reimprimió Kessinger Pub. Co. ISBN 1-162-07078-1 2010
- Climates and Weather of India: A practical guide to the climates and weather of India, Ceylon and Burmah and the storms of Indian Seas. 369 pp. 1889
- Tables for the reduction of meteorological observations in india: to accompany the "Hand-book of instructions to meteorological observers". Ed. Superintendent of Government Printing. 83 pp. 1889
- An elementary geography of India, Burma, and Ceylon. Volumen 2. Macmillan's geographical series. Ed. Macmillan & Co. Ltd. 210 pp.